# Розумівська сільська рада (Олександрівський район)
| Розумівська сільська рада — колишній орган місцевого самоврядування у Олександрівському районі Кіровоградської області з адміністративним центром у с. Розумівка. Сільській раді підпорядковані населені пункти: - с. Розумівка - с. Миколаївка |

## Склад ради
Рада складається з 14 депутатів та голови.

### Керівний склад ради
| ПІБ                         | Основні відомості                                                                             | Дата обрання | Дата звільнення |
| --------------------------- | --------------------------------------------------------------------------------------------- | ------------ | --------------- |
| Христинко Микола Васильович | Сільський голова, 1966 року народження, освіта, член Всеукраїнського об'єднання 'Батьківщина' | 26.03.2006   | 31.10.2010      |
| Христенко Микола Васильович | Сільський голова, 1953 року народження, освіта вища, безпартійний                             | 31.10.2010   |                 |

Примітка: таблиця складена за даними джерела

## Населення
Згідно з переписом УРСР 1989 року чисельність наявного населення сільської ради становила 1049 осіб, з яких 435 чоловіків та 614 жінок.
За переписом населення України 2001 року в сільській раді мешкали 892 особи.

### Мова
Розподіл населення за рідною мовою за даними перепису 2001 року:
| Мова       | Відсоток |
| ---------- | -------- |
| українська | 98,55 %  |
| російська  | 1,23 %   |
| молдовська | 0,22 %   |